# 土庫鎮
土庫鎮（臺羅：Thôo-khòo-tìn；洪雅語：Docowang），舊稱「塗褲」，位於臺灣雲林縣中央，東與虎尾鎮、大埤鄉相鄰，西南與元長鄉為界，西臨褒忠鄉，北接新虎尾溪與崙背鄉為界。
由於土庫鎮居鹽水港、北港、鹿港等地的南北交通要衝，在清代曾為虎尾溪周邊地區的區域中心。日治時期後因虎尾製糖業的興起、交通與行政機能的提升，使得土庫發展逐漸受限與落後，經濟地位降低，且因境內腹地範圍不大，商業活動受限，故為雲林縣市街規模最小的鎮。土庫鎮的經濟產業上以農業較為發達，其中蒜頭產量約占全國八成。

## 歷史

### 地名由來
「土庫」一名由來有分歧意見，中華民國內政部及多數學者認為是洪雅族族語詞彙在台灣話中的音譯。也有說法是因為此地雨時地上泥濘不堪，行人常弄汙褲子，故稱塗褲，而臺語「塗」在過去往往寫成「土」。

### 沿革
1685年（康熙24年），清治時期，時土庫鎮全境為洪雅族猴悶社舊地，清朝政府將此劃入福建省臺灣府諸羅縣。1717年（康熙56年）的文獻記載今奮起里境內已經有人築有一池塘畚箕湖陂。1723年（雍正元年）改隸彰化縣。次年福建人薄昇燦開拓馬公厝聚落（今馬光地區）。1734年（雍正12年），現土庫、虎尾一帶再歸大坵田堡，再屬諸羅縣，而馬公厝、新庄一帶仍屬彰化縣。1759年（乾隆24年），閩人郭林二姓，到現今土庫之處開墾農地，定名黃吉崙庄，後逐漸改稱土庫（現土庫鎮土庫聚落四里）。1762年（清乾隆27年），屬彰化縣之馬公厝、新庄一帶，改隸新設之布嶼稟堡（後稱布嶼堡）；屬諸羅縣之土庫一帶，大邱田堡分設大邱田東、西堡。1887年（清光緒13年），台灣建省，布嶼堡、大邱田東、西堡改隸新設之雲林縣。
1895年（明治28年），日治時期開始，改設雲林支廳（一度改稱雲林出張所），土庫現今轄域仍分屬轄下之布嶼堡、大邱田堡。1897年（明治30年），兩堡改隸新設立之嘉義縣土庫辦務署。兩年後裁併為臺中縣土庫辦務署。又兩年再裁併入斗六辦務署。1901年（明治34年）末，改制為斗六廳，設立土庫支廳，轄下仍轄有布嶼堡與大邱田堡。1920年（大正9年），推行《台灣州制》、《台灣街庄制》，廢除布嶼堡及大邱田堡等舊堡里區劃，原屬大邱田堡之土庫一帶，與原屬布嶼堡之馬光、新庄、埔姜崙（現屬褒忠鄉）一帶，合併新設土庫，隸屬台南州虎尾郡。1942年（昭和17年），升格為土庫街。
1945年臺灣由中華民國接管後，土庫街改為「土庫鎮」，隸屬臺南縣虎尾區。1946年，將西側的朝洋厝、埔姜崙、馬鳴山、龍巖等地劃出褒忠鄉。1950年10月25日，調整行政區域，雲林立縣，與臺南縣分治，土庫鎮改隸雲林縣迄今。

## 地理

### 地形與水文
土庫鎮位於濁水溪沖積平原，全鎮地形平坦，富含地下水源，早期鎮內多水埤、池塘，也因此土庫鎮有埤腳、綺湖（奮起湖/畚箕湖）、秀潭（無底潭）等與水塘有關地名。

### 人口
根據雲林縣虎尾戶政事務所統計，2024年底土庫鎮戶數約1萬戶，人口約2.7萬人。鎮內人口最多與最少的里分別是石廟里與忠正里，2024年底兩里人口分別為3,898人與834人。土庫鎮人口的年齡構成中，0至14歲人口佔比10.65%，15至64歲人口佔比67.17%，65歲以上人口則佔比22.18%。
整體而言，全鎮人口主要聚集在土庫與馬光等兩大聚落，並有以此兩大聚落形成的生活圈。早期土庫位居鹽水港、北港、鹿港等地的交通要衝，形成聚落並逐漸與鄰近的越港合併為現今的土庫街區，馬光則因開發較早，曾是少數公所所在地以外設有公有市場、郵局、電信局等建設的聚落，有「全省最大農村」的名號。
造成土庫鎮人口減少的原因，主要源自日治時代後相鄰的虎尾地區建立糖廠，產生磁吸效應吸引人口。再者，交通的進步後，多數前往北港的人改自嘉義經新港。早期有台糖火車客運可搭至北港，雖土庫鎮於日治時期亦曾有大日本製糖所經營之糖業鐵道，其設立之土庫站可供搭乘往北港，但戰後由台糖接手後，往北港之路線僅存嘉義至北港之「北港線」；近代私家車普及後，則多沿國道至嘉義下交流道，沿北港路經新港至北港。此外，農業社會缺乏就業機會，與虎尾、斗六等縣內其他鄉鎮、甚至其他縣市相比，經濟環境相對落後而造成人口外移也是主因之一。
儘管全鎮總人口持續減少，但由於2008年台78線（「東西向快速公路－台西古坑線」）土庫交流道之通行，吸引雲林縣沿海居民逐漸落腳土庫鎮，並使交流道所座落之石廟里移入人口與日俱增，在全鎮人口衰退的大勢下逆勢上漲，新入籍戶數直逼千戶，是全鎮的最大住宅區。

## 政治

### 歷任首長
| 屆次 | 姓名   | 政黨       |
| ---- | ------ | ---------- |
| 1    | 陳乾三 |            |
| 2    | 林庭訓 |            |
| 3    | 陳乾三 |            |
| 4    | 林庭訓 |            |
| 5    | 林庭訓 |            |
| 6    | 許長安 |            |
| 7    | 謝永輝 |            |
| 8    | 謝永輝 |            |
| 9    | 張龍   |            |
| 10   | 張龍   |            |
| 11   | 顏安樂 | 中國國民黨 |
| 12   | 吳欽棋 | 中國國民黨 |
| 13   | 吳欽棋 | 中國國民黨 |
| 14   | 沈宗隆 | 中國國民黨 |
| 15   | 張源鐘 | 中國國民黨 |
| 16   | 張源鐘 | 中國國民黨 |
| 17   | 陳慶助 | 無黨籍     |
| 18   | 張榮麗 | 民主進步黨 |
| 19   | 陳特凱 | 無黨籍     |

### 鎮政組織

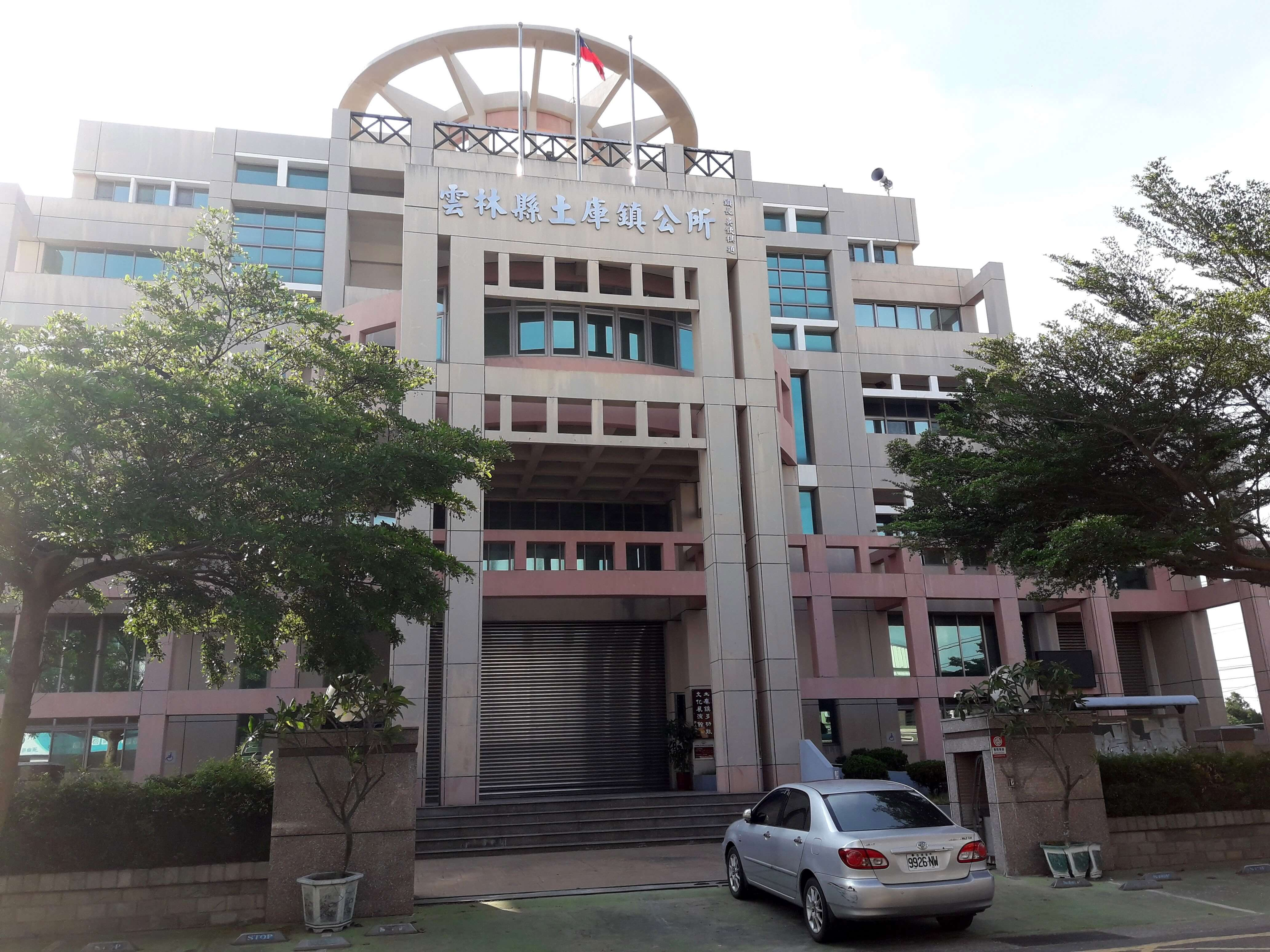
土庫鎮公所

土庫鎮公所是土庫鎮最高層級的地方行政機關，在中華民國政府架構中為縣轄鎮自治的行政機關，同時負責執行縣政府及中央機關委辦事項，土庫鎮的自治監督機關為雲林縣政府。鎮長由全體鎮民直接選舉產生，任期為四年，可連選連任一次。土庫鎮公所並置鎮政會議，為鎮政最高決策機構，在鎮長之下，設有5課3室等5個內部單位及5個附屬機關。
土庫鎮民代表會是土庫鎮的最高民意機關，代表土庫鎮全體鎮民立法和監察鎮政。鎮民代表由公民直選選出，任期為四年，可連選連任。土庫鎮民代表會共有11位鎮民代表，分別為第一選區4席鎮民代表、第二選區2席鎮民代表、第三選區2席鎮民代表、第四選區3席鎮民代表，主席、副主席由11位鎮民代表互選產生。

### 行政區
土庫鎮共有17個里，依各自的生活圈可以此劃分：
- 土庫地區：忠正、順天、宮北、越港、石廟、溪邊、興新、奮起、大荖。

- 馬光地區：東平、西平、南平、北平、崙內、後埔、埤腳。

另有以隔壁崙背鄉為生活圈的「新庄里」。

### 其他政府機關
- 土庫戶政事務所
- 土庫鎮衛生所
- 警察機關
  - 土庫分駐所
  - 馬光派出所
- 消防機關
  - 土庫分隊

## 經濟

### 農業
土庫鎮經濟型態仍以農業為主，主要農產品為蒜頭、花生、稻米，其中蒜頭占全國總產量8成以上。
同時，土庫鎮有名的尚有蜂蜜產業，鎮內有老牌之「山水」、「山泉」、「上喆」、「情人」、「慶興」、「益呂」以及新興之「蜜蜂工坊」等數家蜂蜜業者。
另外相關之農產加工品亦為土庫鎮產品之大宗，如國內老字號食用油廠「源順」生產之花生油。
畜牧部分，土庫鎮於馬光北方設有台糖之虎尾畜殖場，該場養殖豬隻之歷史，可追溯至日治時代；鎮內也有無數民眾自力經營豬隻養殖場。

### 工業
土庫鎮缺乏工業建設，亦無設立工業區，多僅為中小型之鐵工、機械業者。

### 商業
鎮上多數商店集中於土庫及馬光兩大聚落，主要商圈為土庫之中正、中山路，以及馬光之馬光路。多為販售日用品、農用資材、五金、雜貨、小吃、冷飲之商店，以及提供基礎服務業之書局、鐘錶、相館、鎖鋪、電器行、傳統理髮廳與美容院等，缺乏較新潮、現代、科技、流行之商家，亦無電影院、KTV等娛樂服務業，鎮民若須相關物品或服務皆須至鄰鎮虎尾。

#### 集市
早期鎮上市集皆為傳統市集，多數鎮民必須到市集購買必需品。近年則有社區型超級市場進駐土庫與馬光。
- 早市
  - 土庫早市：仁美街上之土庫鎮公有市場（但早市仍以中正路及中山路兩旁之臨時攤位為主）
  - 馬光早市：馬光路與忠孝街路口，馬光公有市場及兩路路旁之臨時攤位。
  - 馬光廟口市集（晨）：位於馬光順安宮廟前廣場，為以各式早餐攤位為主的小型市集。

- 黃昏市場
  - 土庫黃昏市場：與早市同處
  - 馬光黃昏市場：馬光和平街上以及沿街的臨時攤販。
  - 馬光廟口市集（晚）：位於馬光順安宮廟前廣場，為一以小吃攤位為主的小型市集（與早上之攤位不同）。由於與馬光黃昏市場相近，現實質上已與其連為一體。

- 夜市
  - 土庫夜市：每周一營業，土庫鎮長榮街上之公有空地。
  - 馬光夜市：每周三營業，土庫鎮馬光與仁愛路口，馬光國小斜對面。

## 宗教
鎮內人口宗教多以信奉台灣民間信仰為主，亦有基督教、天主教之會友。
另外在日治時期，亦曾於今國立土庫商工處，建立「建功山社（神社）」，今土庫商工旁圓環中小祠所奉之石頭公與其有關。

### 道教
最為有名即是土庫鳳山寺，主嗣廣澤尊王。再者以台灣媽祖信仰為主，亦有玄天上帝、福德正神、王爺千歲信仰等其他廟宇。
- 土庫順天宮：土庫鎮中正路109號。

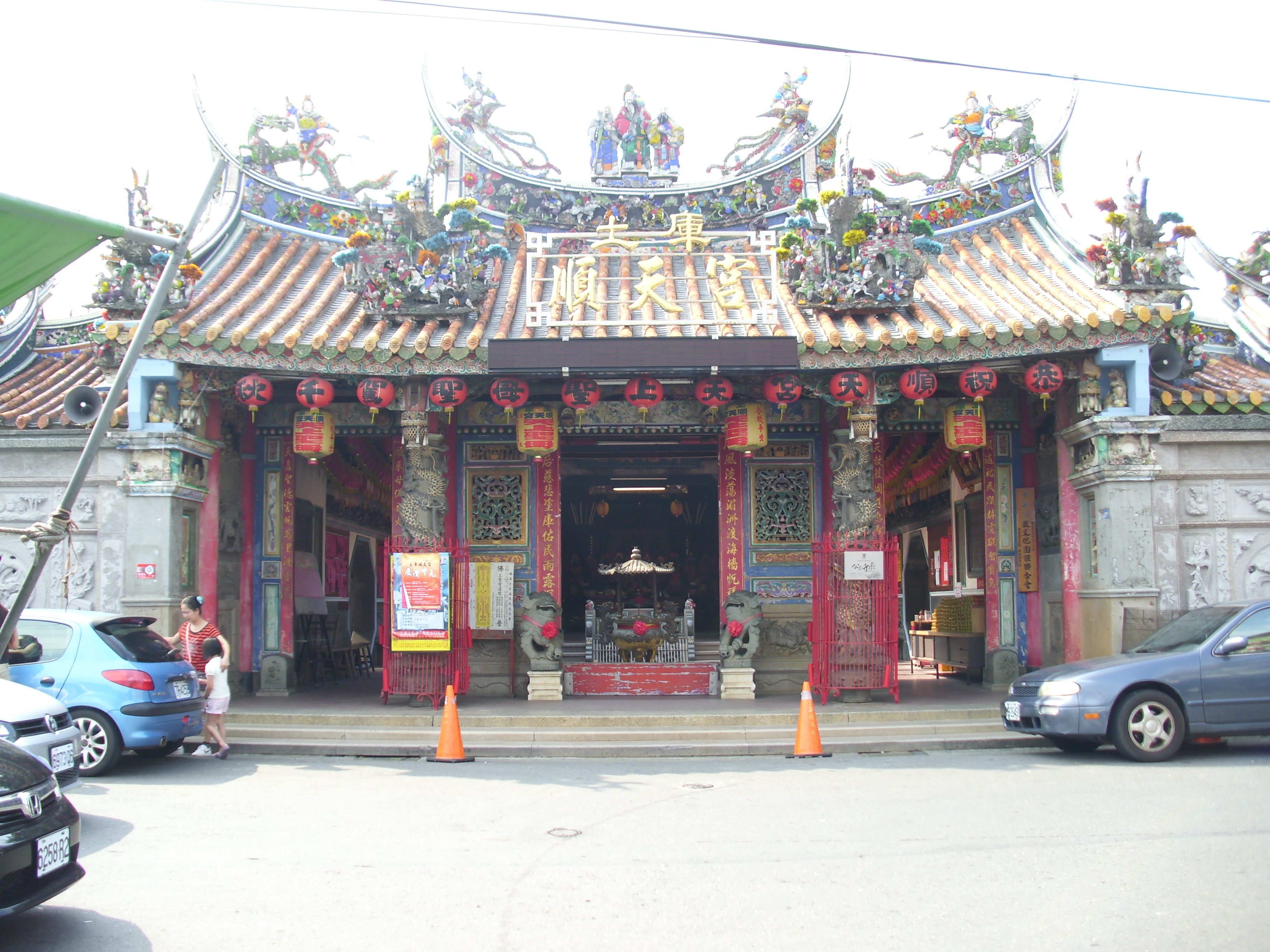
土庫順天宮

  - 主祀媽祖，俗稱「塗褲媽」，為雲林縣定古蹟。由於傳說土庫媽祖靈驗，而有俗諺稱「北港顯，土庫定」、「土庫媽應外香」等。
- 馬光厝順安宮：土庫鎮馬光路62號。
  - 主祀媽祖，俗稱「三庄媽」，因其信仰圈為馬公厝、山仔腳、瓦厝三個聚落（現皆為馬光四里之轄域）而得名。
  - 該廟對於其神像由來有一有趣說法，據說在清朝某次大水時，有村民突然發現一塊發光的木頭，便將其收起且於之後將其刻為三尊媽祖神像，據說另外二尊分為笨港某媽祖廟的神像，有趣的是，北港朝天宮、新港奉天宮對其共同前身笨港天后宮的神像來源，亦為類似的「發光漂流木說」。且馬光地區與北港（或從此所分出的廟）是全國僅有，媽祖誕辰在農曆三月十九日，而非通俗的農曆三月二十三日。種種的有趣巧合，使馬光地區有傳言說，馬光厝順安宮的神像和北港朝天宮的神像「同源」，成為村民茶餘飯後談天的有趣話題。
- 六房天上聖母：土庫股土庫小爐（順天、忠正、宮北三里）、過港小爐（越港里）、竹腳寮小爐（溪邊里）三聚落一帶屬於六房五股輪值體系中的土庫股，可再分為土庫、過港、竹腳寮三個小爐區。

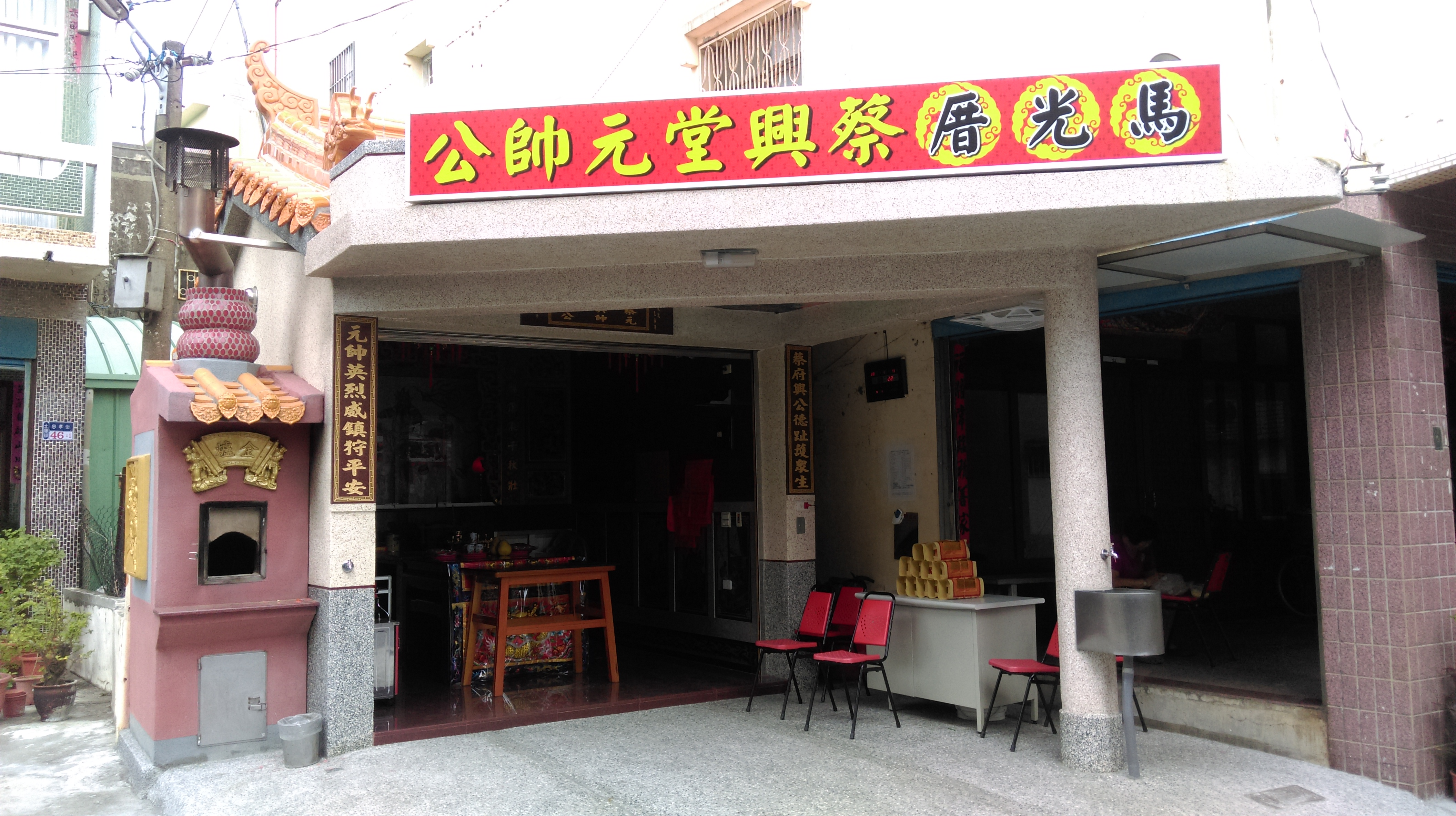
馬光厝蔡興堂元帥公

- 蔡興公或蔡府元帥：為當地人信奉、鎮內特有之特色神明。相傳為清初時，自福建廈門率軍來台助官軍對抗海盜的蔡氏三兄弟。
  - 老大蔡興戰死於馬公厝（馬光）。村民感念蔡興元帥之貢獻，開始於其墓之所在祭祀，漸成香火。日治時期，為避日本殖民當局對本土信仰之迫害，經村民協議一度遷至莊東一處墓塚堆中，至戰後日人離去方迎回原址。約1971年前後，村民再集資於蔡興墓上建祠供奉，稱之「善德堂」，並於2015年4月重建，同年8月落成，改名「馬光厝蔡興堂元帥公」。另外有趣的是，馬光居民怕蔡興公獨自一人孤單，因此塑造了原本傳說中所沒有的夫人─蔡興媽一同供奉，成一軼事。
    - 馬光厝蔡興堂元帥公：土庫鎮忠孝街與新生街7巷路口，無地址。

  - 老二蔡吉戰死於虎尾一帶，詳址不明。
  - 老三蔡仁則戰死於土庫近郊今崙內聚落[20]。現設有「少林宮」，供有三兄弟神像，廟後亦有相傳為老三蔡仁元帥之墓塚。
    - 少林宮：土庫鎮和平街（雲101號鄉道）崙內聚落路邊小巷進入，有路標。

  - 另外，嘉義縣大林鎮西結里菜園聚落的「元帥府」亦有供奉三兄弟神像。

### 佛教
- 靜法寺：位於雲101鄉道（和平街）馬光往崙內路上，剛過馬光國中路邊。寺內隆重莊嚴清靜，寺外立有一大型滴水觀音像，已成為土庫鎮地標之一。

### 齋教
齋教源自中國民間流傳之羅教體系，又隨漢人移民於台灣民間融合儒、佛、道等各宗教後，自行發展、流傳而形成，且在台灣社會佔有相當普遍性及影響力之民間宗教，由於教義、儀式上與佛、道教極為相似，因故大多人並不知悉齋教，而誤以為乃道教或佛教的成員或分支。
齋教之禮拜場所稱為「齋堂」，台灣民間俗稱為「菜堂」，神職人員稱為「菜公」、「菜姑」，宗派則可分為先天、金幢、龍華等三派。
土庫鎮於土庫越港里大同路上，設有龍華派之「良德堂」。

### 基督教

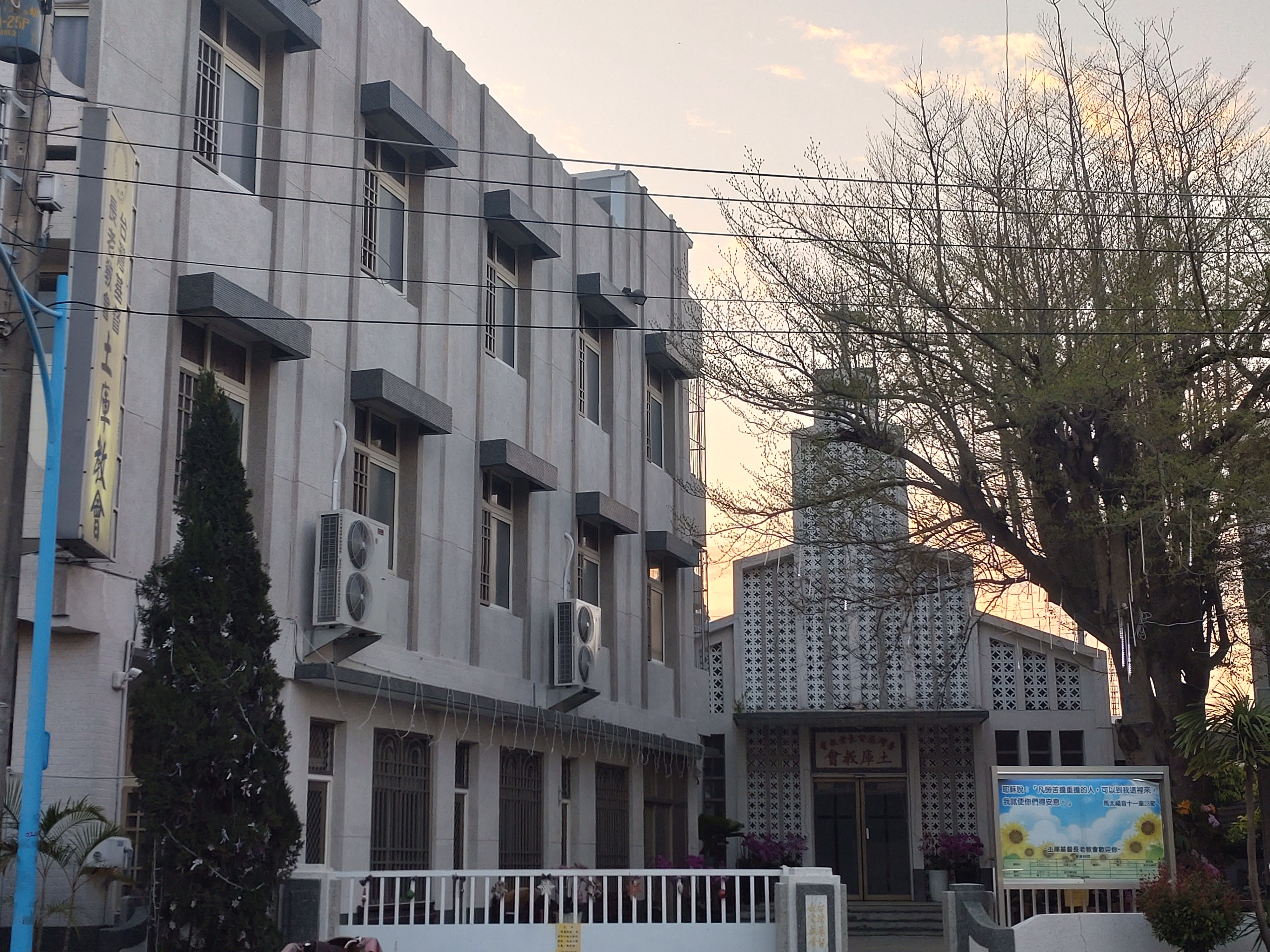
土庫教會位於土庫市區西北部，設立於1880年，由嘉義教會（今嘉義東門教會）分設，為土庫市區之基督信仰中心
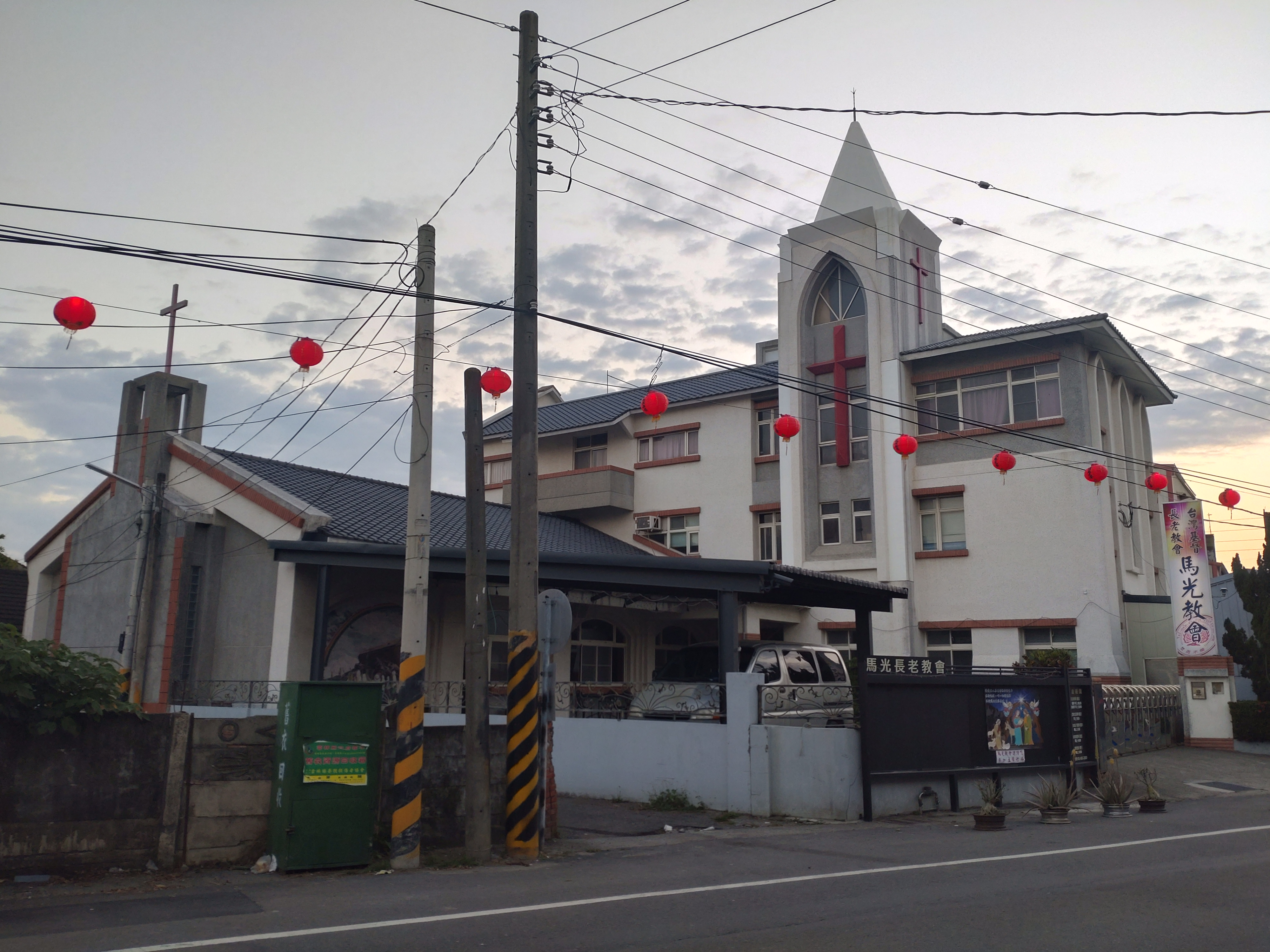
馬光教會位於土庫鎮馬光，設立於1955年，由土庫教會分設，為馬光之基督信仰中心

土庫鎮召會：雲林縣土庫鎮中興路166號
土庫鎮召會於二○二二年十二月十一日成立。
| - 台灣基督長老教會 - 土庫教會：土庫鎮中正路195號。 - 馬光教會：土庫鎮民權路47號。 - 土庫教會位於土庫市區西北部，設立於1880年，由嘉義教會（今嘉義東門教會）分設，為土庫市區之基督信仰中心 - 馬光教會位於土庫鎮馬光，設立於1955年，由土庫教會分設，為馬光之基督信仰中心 | - 真耶穌教會 - 土庫教會：土庫鎮新建路1之13號。 |

### 天主教
土庫鎮在天主教中屬於天主教嘉義教區雲林牧靈區土庫總鐸區。
土庫天主堂「中華殉道聖人堂」：土庫鎮越港里大同路12號。

## 文教

### 圖書館
- 土庫鎮立圖書館：土庫鎮中正路69之1號。電話：05-6624523。
- 土庫鎮立圖書館馬光分館：土庫鎮民權路43-1號。電話：05-6650793。

### 高級中學
- 國立土庫高級商工職業學校
- 雲林縣私立永年高級中學

### 國民中學
- 雲林縣立土庫國民中學
- 雲林縣立馬光國民中學
- 雲林縣私立永年高級中學附設國中部

### 國民小學
- 雲林縣土庫鎮土庫國民小學
- 雲林縣土庫鎮秀潭國民小學
- 雲林縣土庫鎮馬光國民小學
- 雲林縣土庫鎮新庄國民小學
- 雲林縣土庫鎮宏崙國民小學
- 雲林縣土庫鎮後埔國民小學
- 雲林縣土庫鎮埤腳國民小學
- 雲林縣土庫鎮越港國民小學（110學年度，即2021年8月始設）

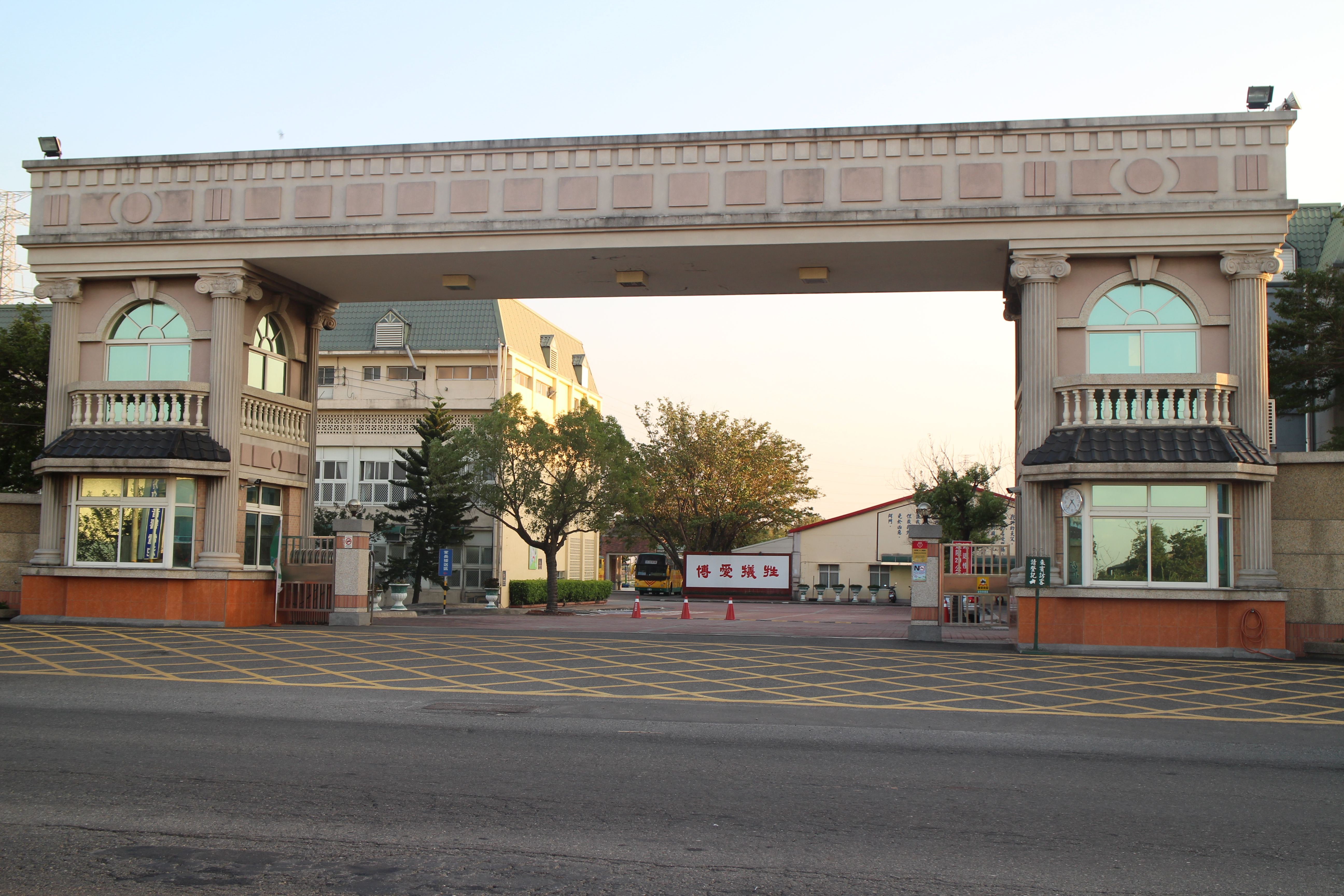
永年中學
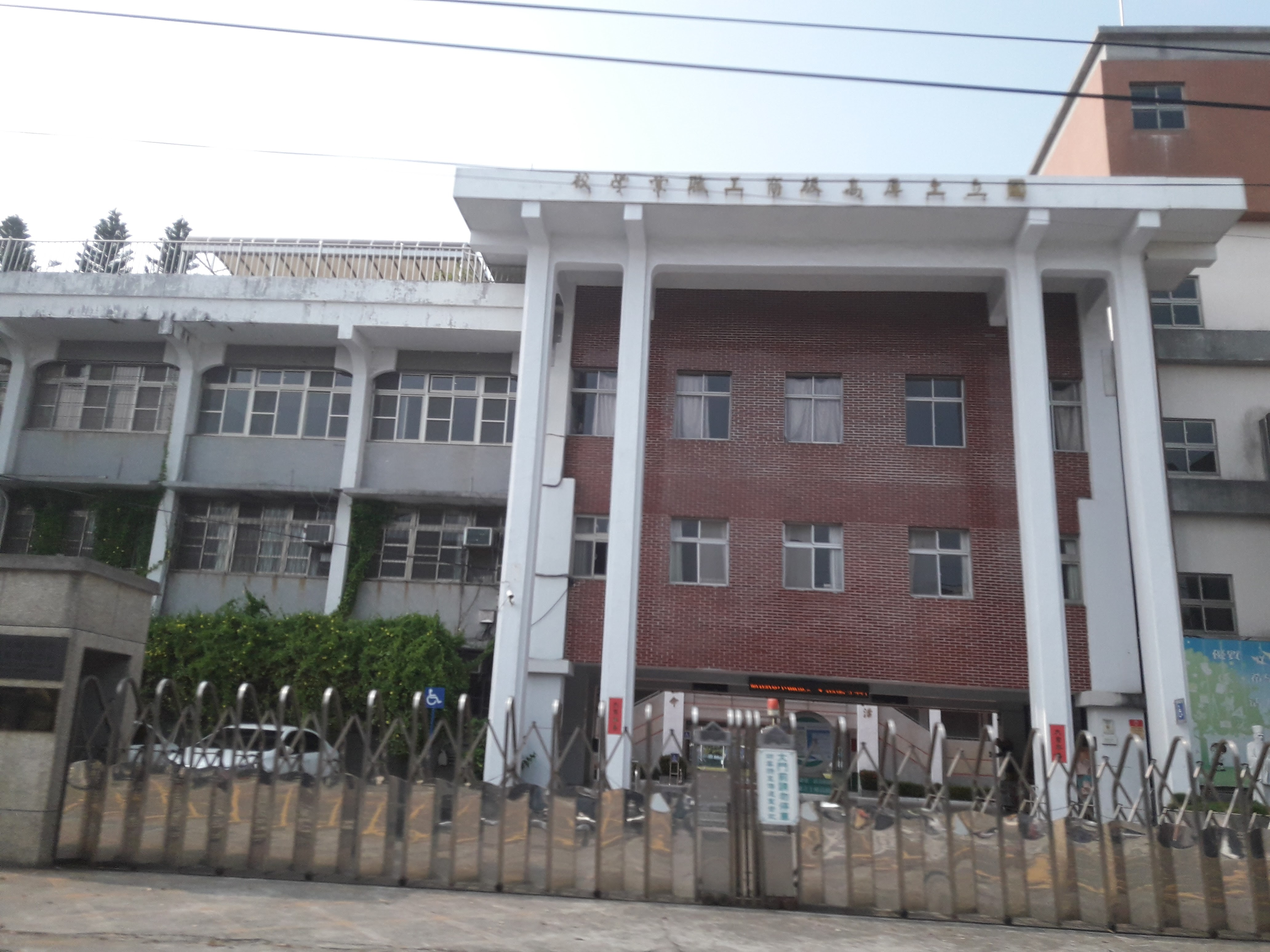
土庫商工
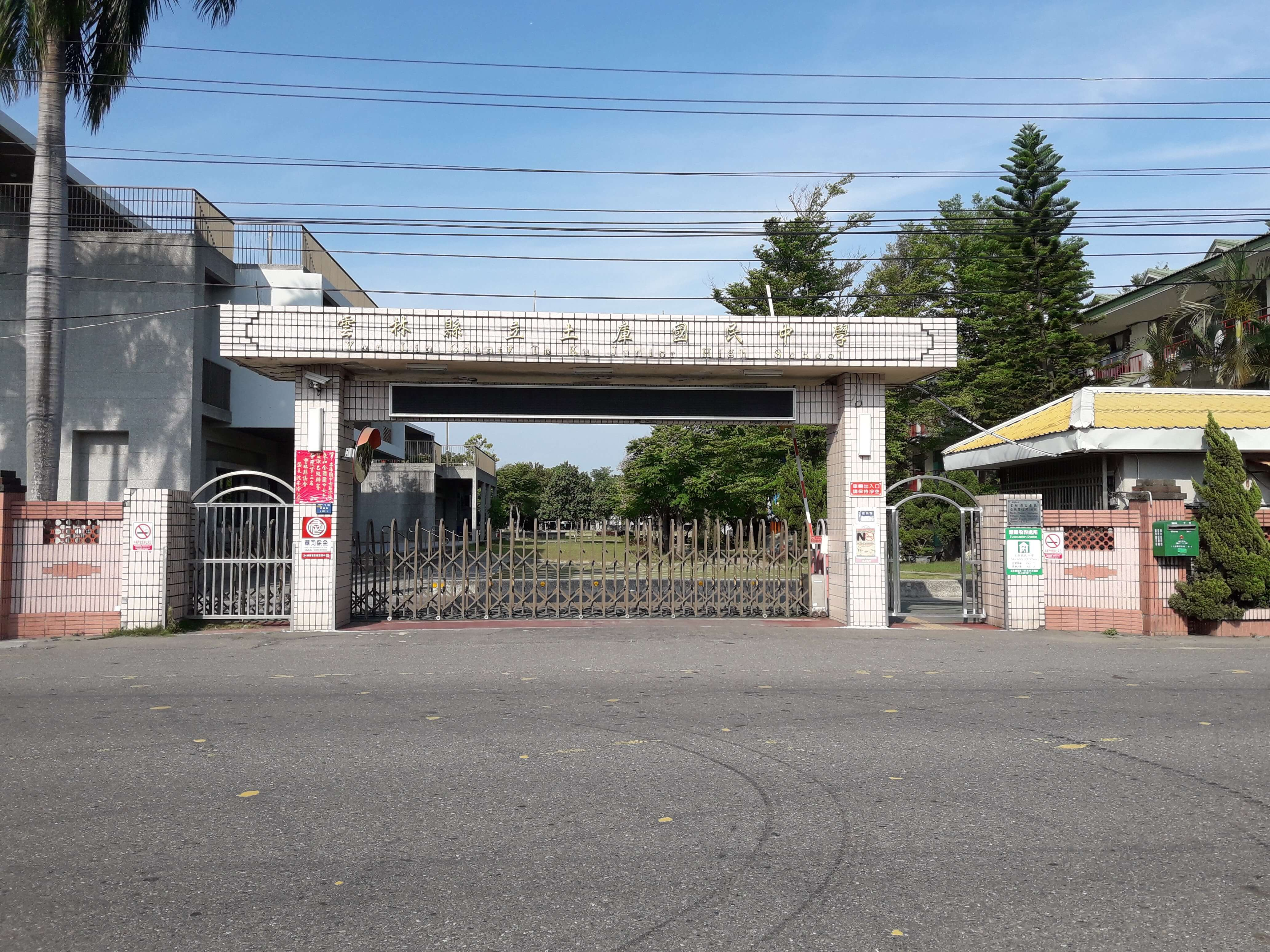
土庫國中
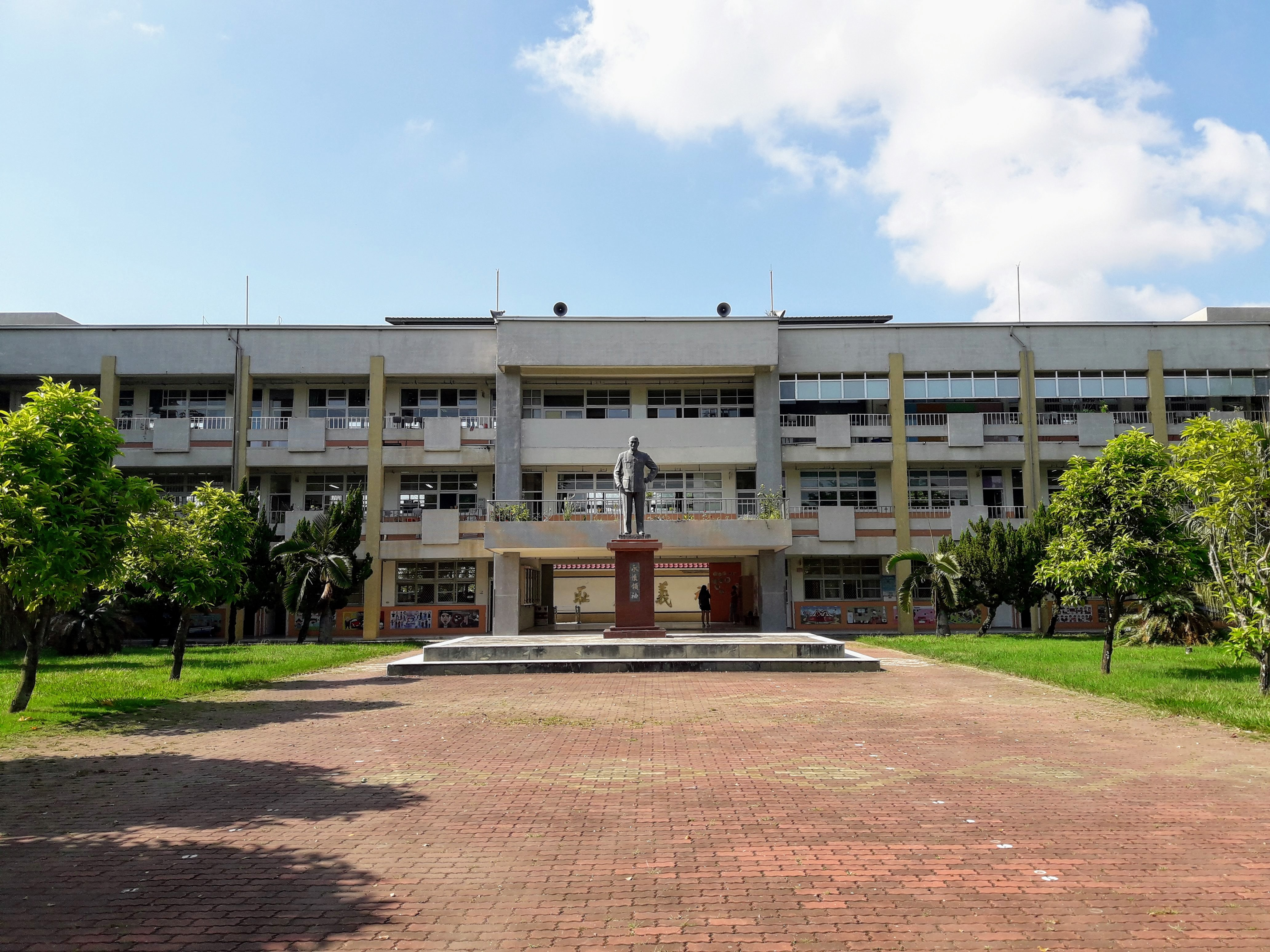
馬光國中
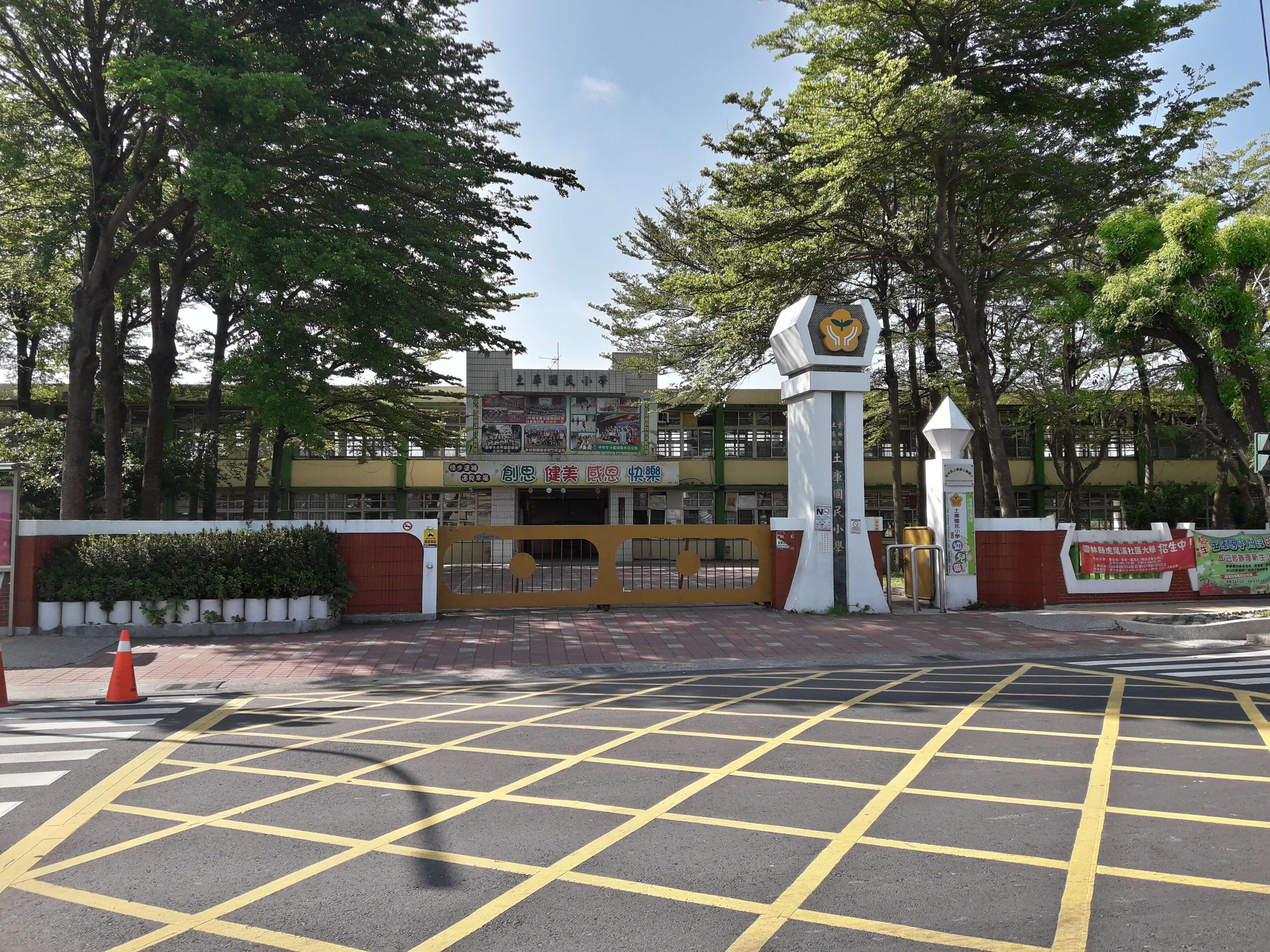
土庫國小
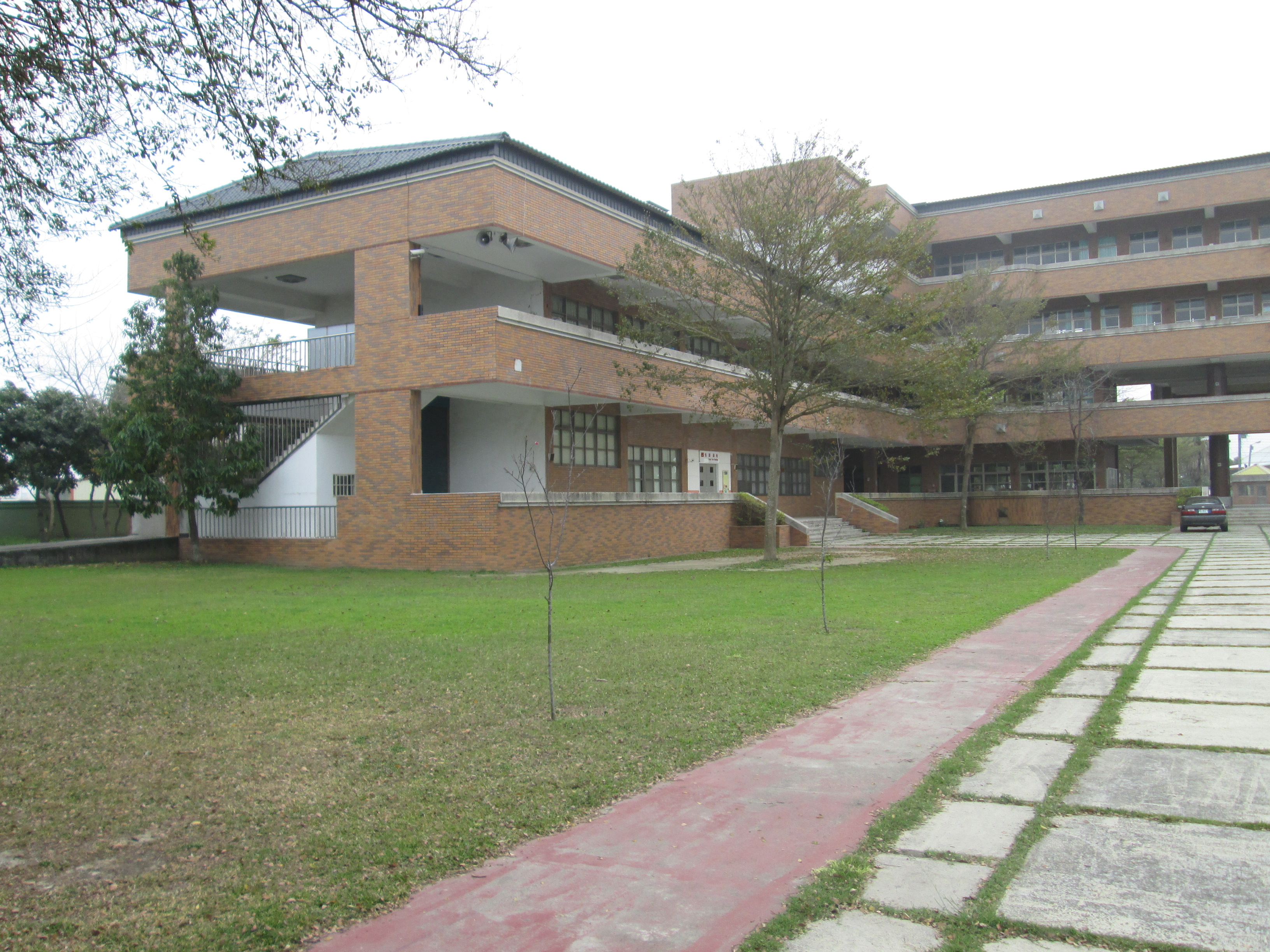
越港國小
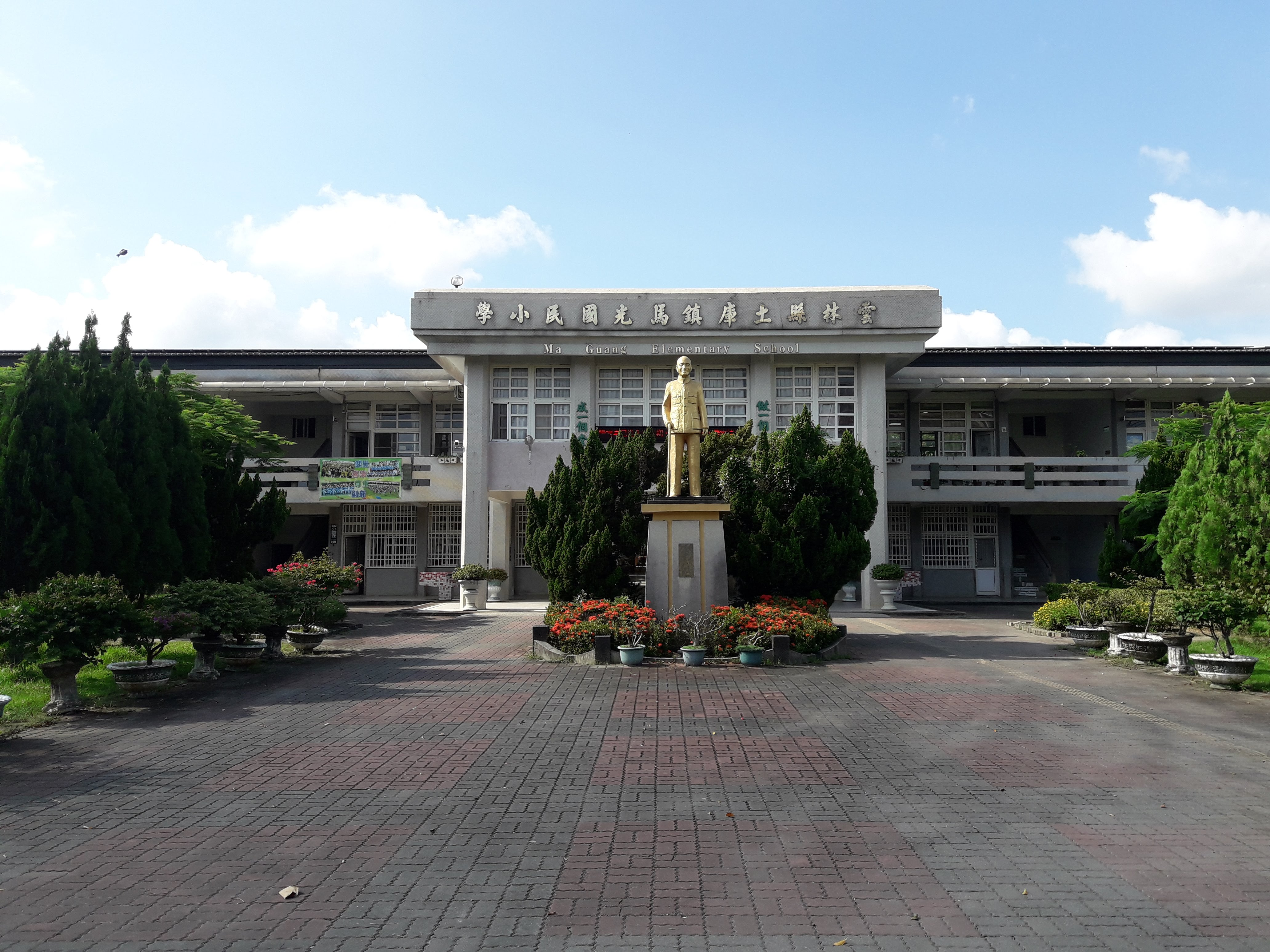
馬光國小
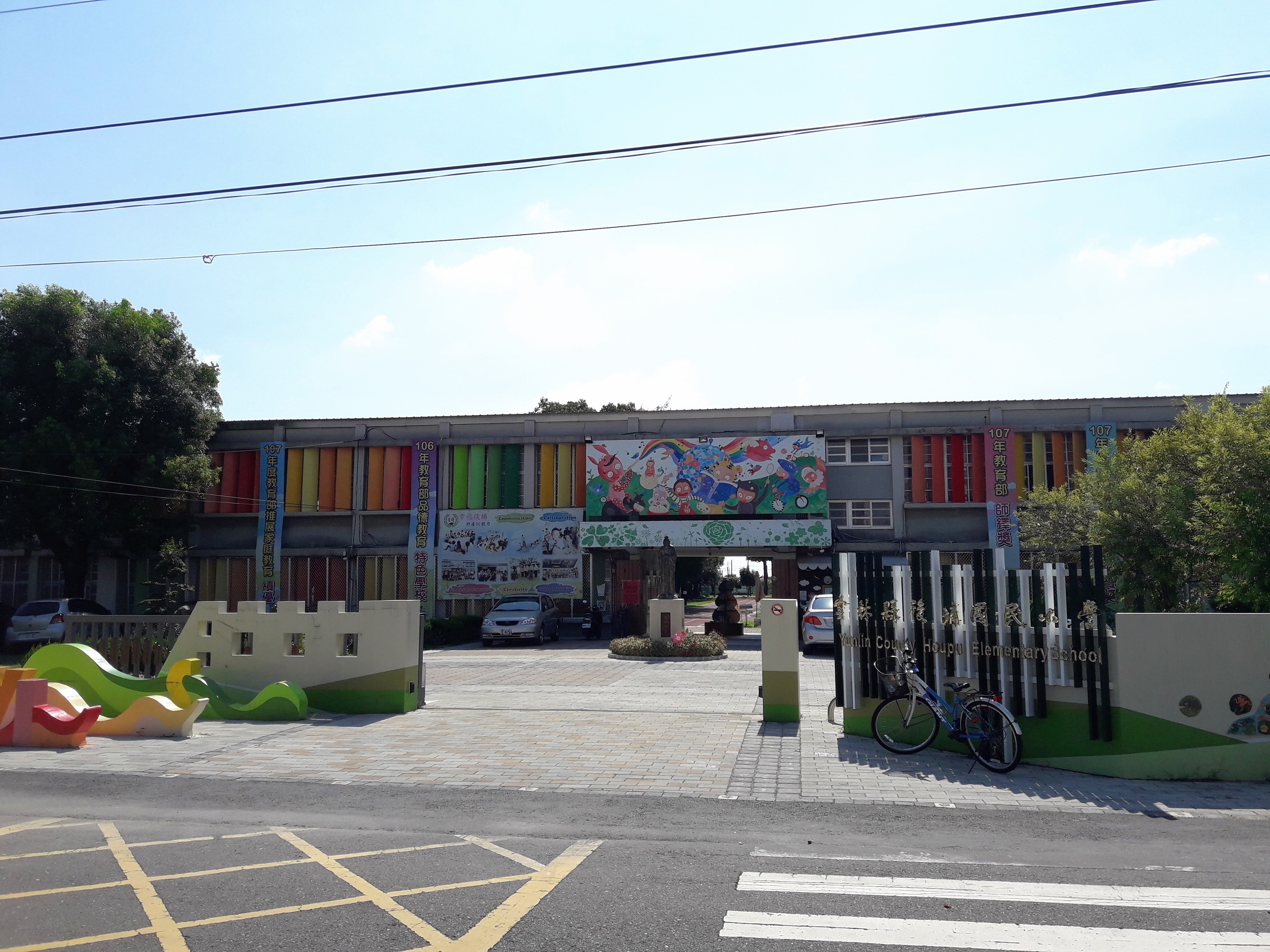
後埔國小

## 交通

### 公車資訊
- 嘉義客運
  - 202 元長－高鐵雲林站
  - 7203 嘉義－土庫
  - 7219 北港－內寮－土庫
- 統聯客運
  - 1633 臺北－北港－四湖鄉
  - 1635 臺北－虎尾－四湖鄉
- 臺西客運
  - 7107 虎尾－元長－口湖
  - 7108 虎尾－有才寮－崙豐
  - 7109 虎尾－臺西－崙豐
  - 7110 虎尾－褒忠
  - 7111 虎尾－臺西－麥寮
  - 7119 斗南－土庫
  - 7123 斗六－惠來厝－北港
  - 7124 斗六－北勢子－北港
  - 9015 臺中車站－北港（與台中客運聯營）
- 台中客運
  - 9015 臺中車站－北港（與臺西客運聯營）

### 公路

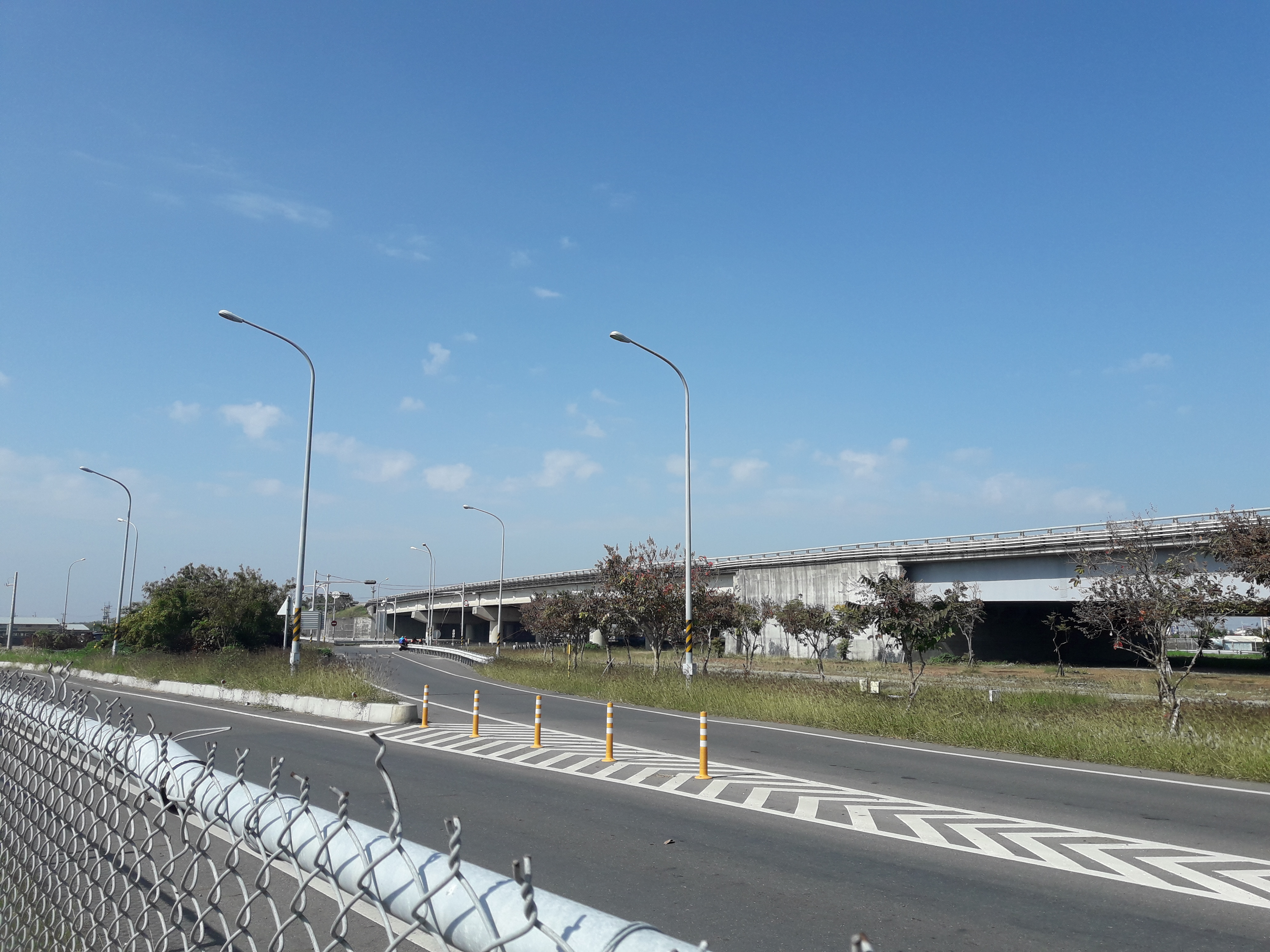
土庫交流道

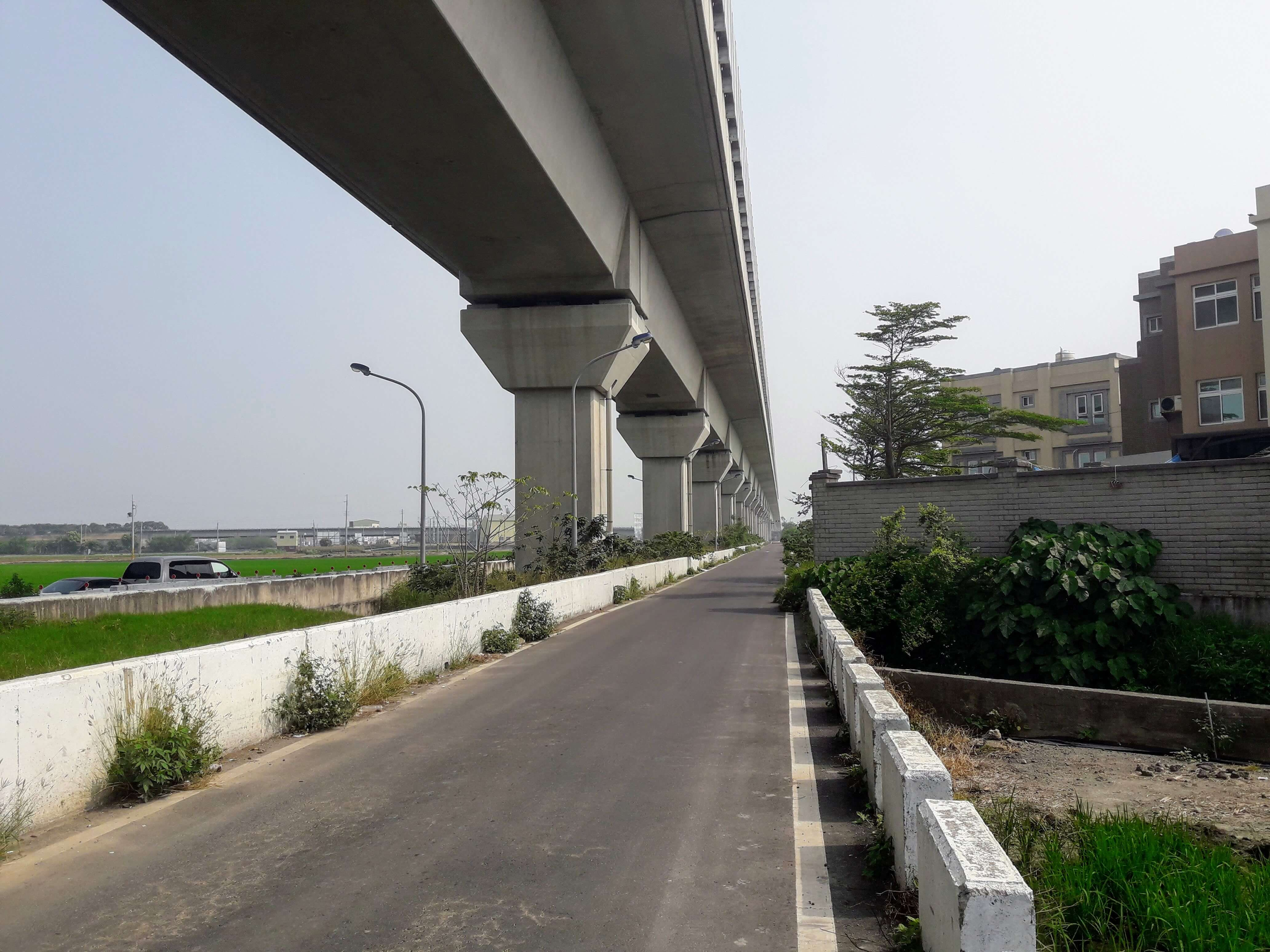
高鐵橋下雲林段道路

- 台19線
- 台78線（東西向快速道路 台西－古坑線）
  - 土庫交流道（22）
- 縣道145號
  - 縣道145甲線
- 縣道158號：褒忠鄉 - 土庫鎮 - 虎尾鎮
  - 縣道158甲線
- 縣道160號
- 高鐵橋下雲林段道路

### 台灣糖業鐵路
- 雲林糖鐵觀光列車[21]（規劃中）
  - 馬公厝線（虎尾糖廠＝台糖龍岩農場）

## 觀光
以下所述之土庫順天宮、土庫故事屋、土庫老街、源順芝麻觀光工廠、樂米工坊等，於2013雲林農業博覽會時被列為雲林縣百大亮點。

### 人文景觀

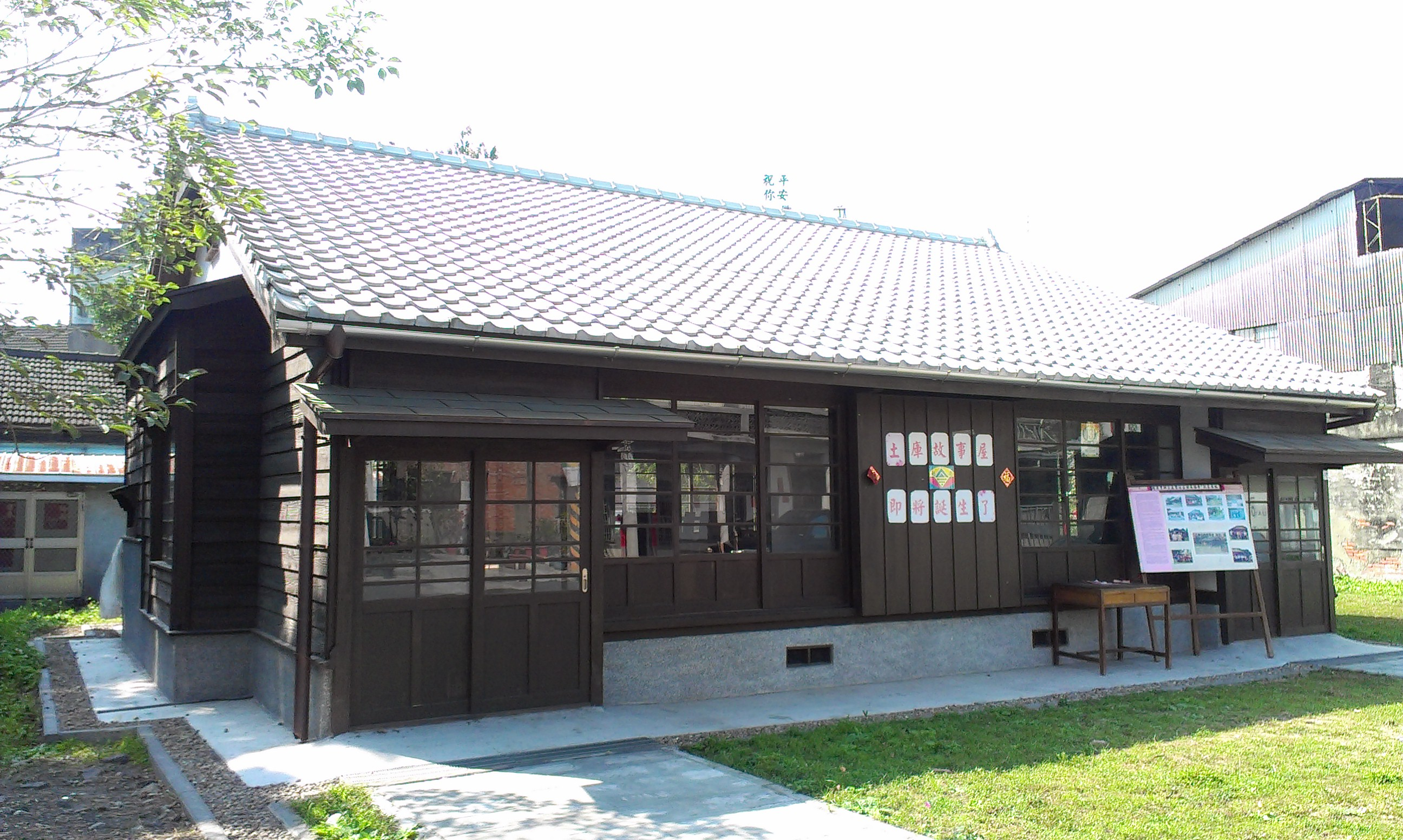
土庫故事屋

- 土庫順天宮：為土庫聚落（生活圈）之中心廟宇，主祀媽祖，目前被指定為縣定古蹟，歷史悠久香火鼎盛，有俗諺稱「北港顯，土庫定」、「土庫媽祖應外香」等體現民眾對該廟靈驗之信賴。廟內除古老的木雕、石刻、交趾陶等，亦收藏有許多日治時期土庫地區所留存之文物，如當時用於慶典之日式神輿。

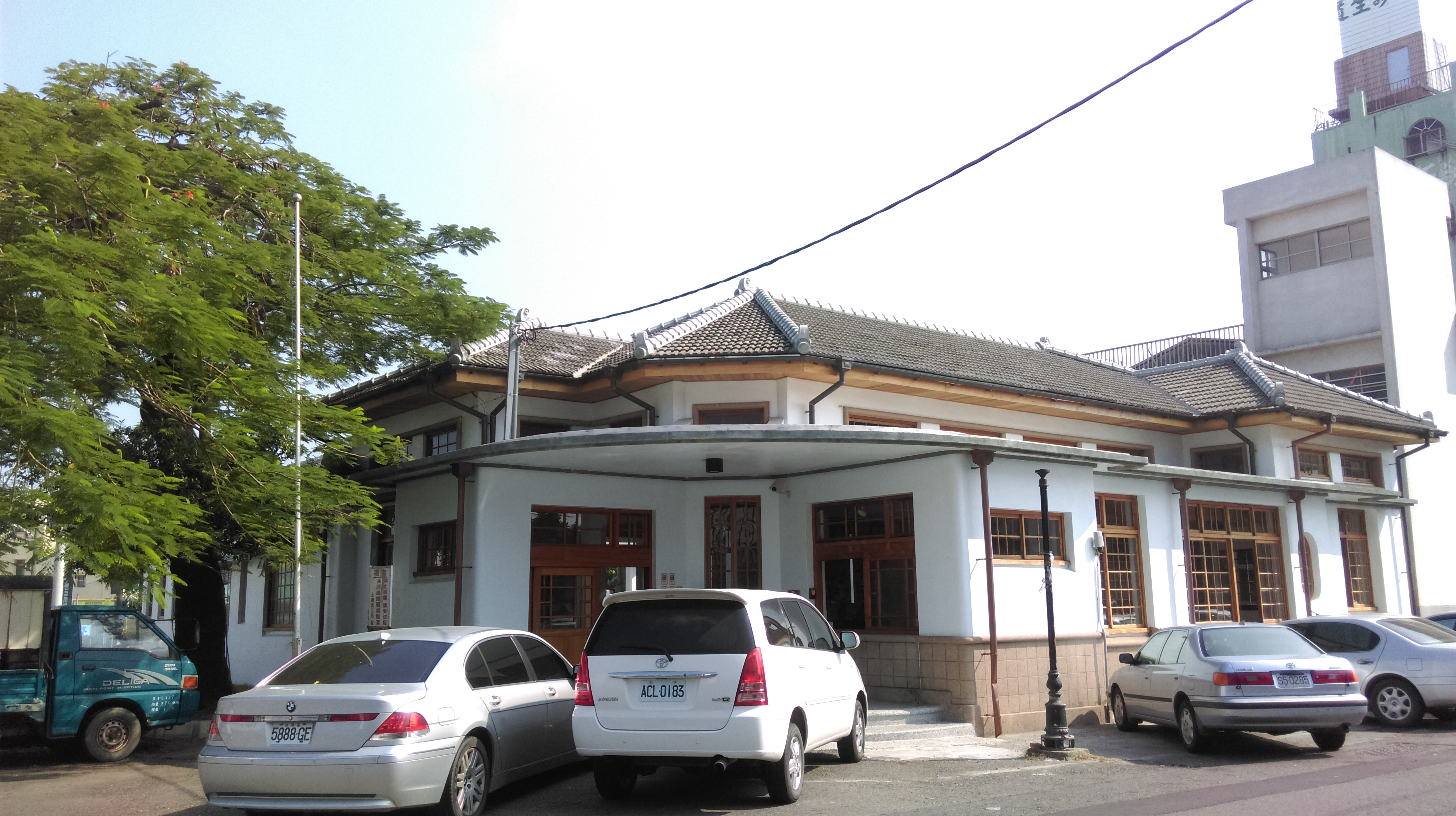
原土庫庄役場

- 原土庫庄役場[22]：土庫鎮於戰前1920年時行政區域劃設為土庫庄，1934年建立該座庄役場作為行政官署（公所），1942年時升格為土庫街，戰後改稱土庫鎮，戰後由土庫鎮公所沿用直至新址落成。現被指定為雲林縣歷史建築，並已維護完成，目前不定期開放參觀，計畫將用作成立「雲林古味館」之特產展售與文化展覽空間。[23][24]

- 土庫故事屋[25]：官方登錄資料為「土庫鎮公所舊宿舍」，該建築為日式木造制式形式宿舍建築，原為庄（街）役場之職員宿舍並由鎮公所沿用，後因不再使用而使建物逐漸殘破，現被指定為雲林縣歷史建築，且經過修復工程之後，成立土庫故事屋，為一免費對民眾開放的小型閱讀及藝文空間。
- 土庫第一市場木造建築[26]：該建築位於土庫順天宮廟前，為土庫鎮之主要市場，俗稱順天市場，後因建物老舊且涉及土地產權問題而將市場遷至市街東郊，計畫拆除舊市場建築，後在地方部分民眾及人士推動保存後，現被指定為雲林縣歷史建築。建築本身保有戰後初期的檜木結構特色，經整修完成後現作為定期文創市集之「捲褲管市集」舉辦地[27][28]。

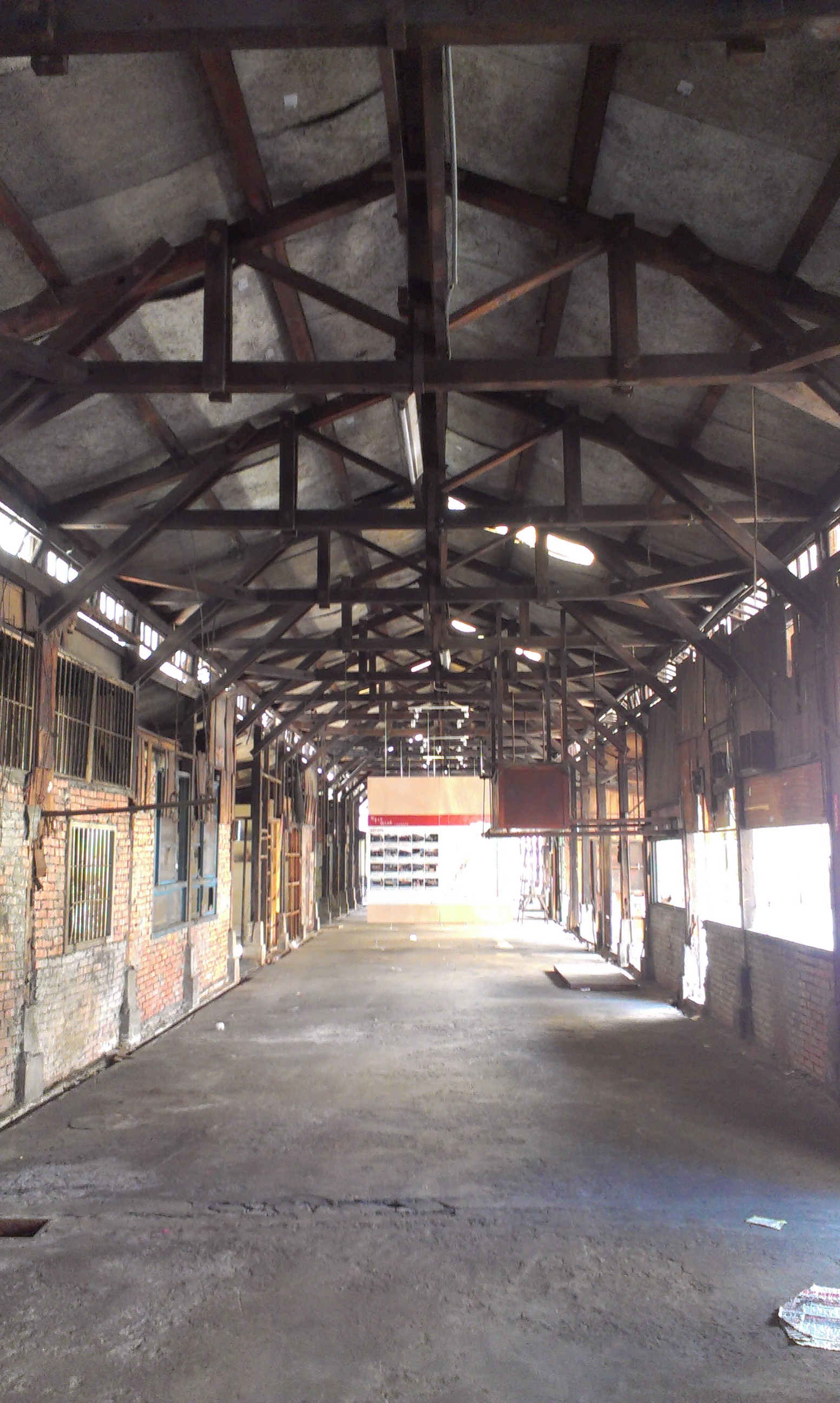
修復前之土庫第一市場木造建築
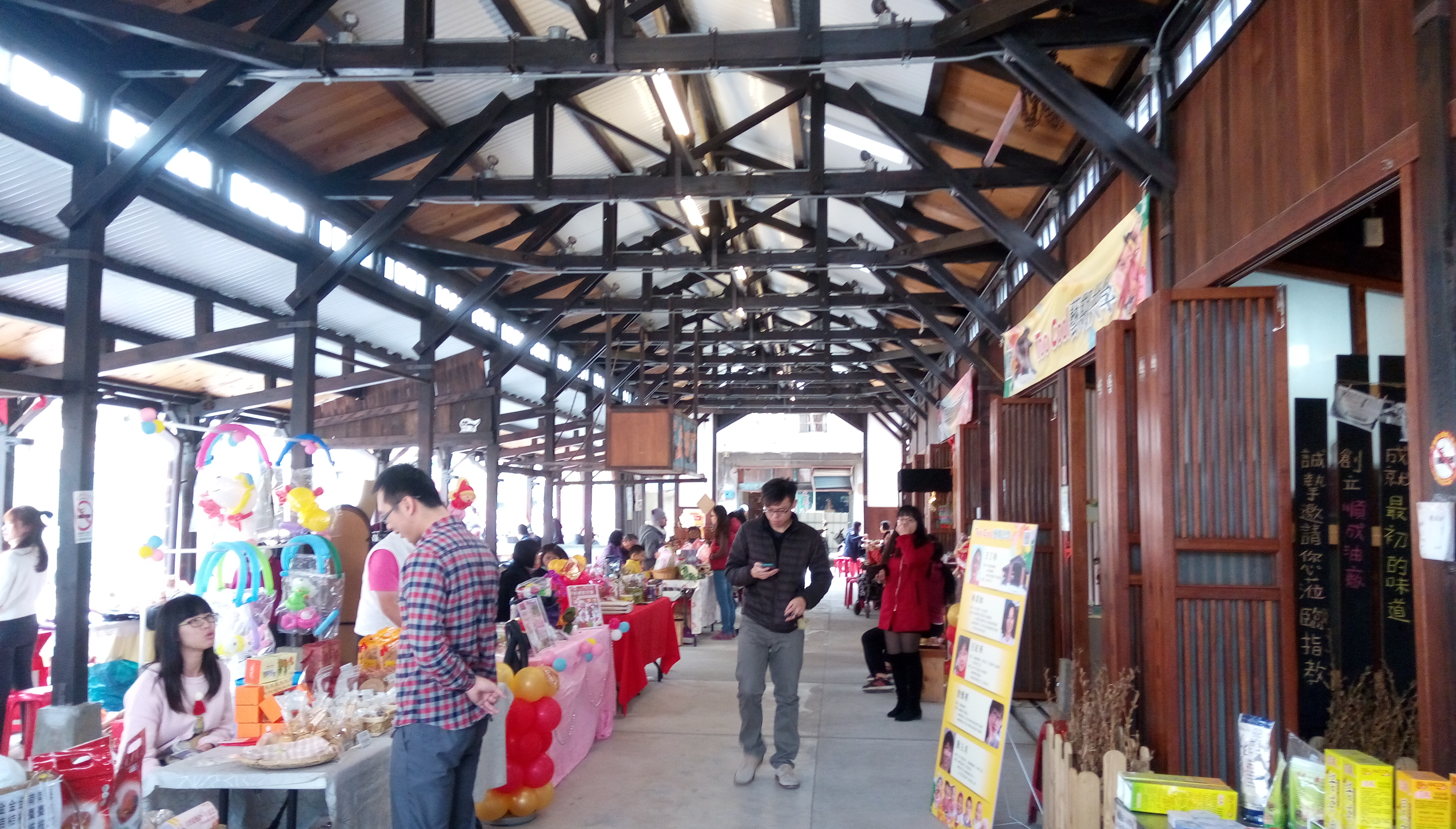
修復後成立之捲褲管市集

近年，有統括上述各者，概稱土庫老街之稱呼。由於土庫發展甚早，清代已成街市，土庫老街歷經清代及日治時代，原為華麗之歐式風格街屋。然而1950、60年代的市場大火延燒燒毀大部，以及八七、七一兩場大型水災，對老街造成嚴重的毀損，街道拓寬、整建之後，形成街屋立面為60年代，建築本體結構卻是日治時代甚至清代建築的「新皮舊骨」特殊現象，也見證了土庫深厚的歷史文化底蘊。
- 雲林縣私立永年高級中學：民國51年設校，校園建築風格為西洋古典式建築，文印大樓1961年建立，屋頂為法式老虎窗，外牆為空心磚，柱子為羅馬式圓柱，因創校神父游宣德神父為國民大會代表，所以該建築上有時任教育部長黃季陸題「永年中學」及「文印大樓」8字、首任國立故宮博物院院長蔣復璁 題「博愛犧牲」四字。
- 陳義順銅像

### 產業觀光
- 源順芝麻觀光工廠，該工廠為土庫鎮在地經營已逾百年之悠久業者，原以食用粉類、麵線等為主，近年則以食用油為大宗且為國內知名品牌。後為發展觀光、提升品牌、透明油品製造流程及傳播油品知識而轉型為觀光工廠。
- 樂米工坊，該工坊原為一單純碾米廠，現轉型為米製烘焙觀光工廠。

### 社區特色
土庫鎮轄下數里皆有成立社區營造或社區發展協會：
- 東平社區
- 南平社區

前二者雖名為東平、南平社區，但實際舉辦活動時，常為馬光聚落四里民眾皆能參與。
- 西平社區
- 北平社區
- 綺湖社區
- 秀潭社區
- 埤腳社區
- 扶朝社區
- 雙人厝社區：該聚落為後埔里內之一個聚落
- 崙內社區
- 越港社區

### 特色景觀
- 土庫櫻花祭：該活動之由來，係在土庫鎮內雲101號鄉道（和平街）自馬光往崙內，全長約1.5公里直線路段兩側，種有俗稱印度櫻花之羊蹄甲，每年四月初左右逐漸盛開，形成道路粉紅花瓣飄落之景色，故被稱為櫻花大道。原本僅為在地人所知，近年網路上開始撰有文章介紹[29]，並有崙內社區發展協會、鎮公所及縣政府之推廣及活動，而成為全國性景點，花季時常有許多遊客陸續前來，所停之車排滿道路兩側，最盛時甚至一度影響一旁馬光國中。
- 台糖運蔗火車：台灣糖業鐵道經過多年，目前全國僅存位於雲林縣之馬公厝線仍有運蔗業務的運轉，馬公厝線自鄰鎮虎尾糖廠，經過土庫鎮北部馬光與新庄聚落間往鄰鄉褒忠前進，並於雲101號鄉道（新生街）路旁設有一座大型集散場及俗稱「甘蔗台」的裝蔗台。每年12月至隔年3月左右火車開始出沒除草、運蔗，能看見拖著動輒三、四十節車廂緩緩前進的運蔗列車，及卡車從高台上將甘蔗倒入列車等特殊景象，為全台僅存還能看見實際運作之處，保存上一世代記憶中普遍的糖鐵記憶。

### 美食
| - 土庫地區 - 土庫鴨肉麵線阿海師鴨肉麵線 - 土庫怪人花枝鱔魚麵：土庫中正路144號。 - 土庫川龍食堂餐館：土庫中山路165巷9號。（但實質上幾近位於中正路路旁，順天宮前） - 高隆珍餅舖：土庫中山路98號。 - 古早味雙糕潤復古小點心：土庫中山路45號。 - 土庫肉包：土庫中山路 | - 馬光地區 - 添己香腸：馬光馬光路與民權路口。 - 馬光飯店手工三絲捲：馬光民權路8號。 |

### 住宿
- 雲林商旅：光明路302號

## 外部連結
- 土庫鎮公所（页面存档备份，存于）
- 土庫鎮公所的Facebook專頁
- YouTube上的土庫鎮公所頻道